# Перші гірничі виробки й копальні для видобування кременю
Перші гірничі виробки й копальні для видобування кременю датуються VIII–VI тис. до н. е., коли поклади кременю на поверхні помітно вичерпались, а потреба в знаряддях праці суттєво збільшилась, почалася розробка кременю з невеликої глибини. 
Етапи видобутку кременю включали: збирання та викопування з поверхні, відкриту (ямну й кар’єрну) та підземну розробку. Кожний етап змінювався іншим тільки тоді, коли якісний кремінь було вибрано попереднім способом повсюди (тобто після вичерпання багатих покладів шукачі каменю йшли не в глибину, а на нові території). У часи між викопуванням з поверхні, відкритим та шахтним видобутком змінилося багато поколінь, які передавали гірничий досвід своїм нащадкам, утворюючи стійкі спеціалізовані групи «мисливців за каменем». 
Різноманітне застосування схем і методів підземної розробки кам’яних матеріалів спостерігається вже в неоліті. Спочатку для добування кременевих конкрецій у байраках і крутих берегах річок робили ніші, які поглиблювали у штольні. Цей досвід поширювали на гірські масиви, у яких, завдяки стійкості навколишніх порід, протяжність штолень сягала кількох десятків метрів.
Крім штолень, значне поширення дістають виробки шахтного (стовбурового) типу, походження яких пов’язано з первісним ямним способом розробки. Поступово запанувало розуміння того, що для умов поглибленого залягання покладів суцільне виймання порід на певній площі (кар’єр, котлован) стає більш працемістким, аніж спорудження стовбурів з віялом горизонтальних добувних виробок. 
Стовбури неолітичних копалень сягали зазвичай глибини 8–10 м (зрідка — до 15–17 м), їх діаметр становив від 1 до 4–6 м. Вони споруджувались на невеликій відстані один від одного та поєднувались під землею горизонтальними виробками, що сприяло вентиляції копальні. У донній частині стовбура часто утворювали експлуатаційне розширення, з якого в різних напрямках по покладу кременевих конкрецій проводили горизонтальні виробки довжиною до 20 м (так звана «пелюсткова схема»). З основних виробок могли додатково проходити добувні ніші й ходки, що формувало достатньо складні лабіринти, які поєднували декілька стовбурів. Висота горизонтальних виробок неолітичних копалень була повсюдно малою: від 0,6 до 1,1 м. Конструкціями для підтримання покрівлі виробок правили опорні цілики з гірських порід.
Відпрацьовані горизонтальні виробки ретельно закладали пустою породою, яку добували, споруджуючи сусідні виробки. Пізніше породою заповнювали і стовбур. Слід зауважити, що мотивація закладення порожнин виробленого простору була пов’язана не тільки з підвищенням стійкості виробок, але й з особливими сакральними уявленнями архаїчних гірників. «Екологічна культура» видобутку корисних копалин табуювала «заподіяння ран» земній поверхні, потребуючи їхнього «заліковування» шляхом заповнення створених порожнин. Вважали, що взяті таким чином скарби надр «відновляться», а гірники натраплять на нові багаті поклади. Цей принцип (культ матері-землі) було в подальшому розповсюджено й на видобуток руд металів. Варто уваги, що ця традиція проіснувала кілька тисячоліть і дотримувалась гірниками на величезній території Євразії в багатьох видобувних осередках. 
Руйнування порід здійснювали за допомогою знарядь, що виконували функції молотів, рубил, доліт та ударників, клинів, важелів, скребачок. Широке розповсюдження дістали кам’яні сокири й молоти, а також кайла, виготовлені з рогу оленя. Для освітлення вибоїв використовували просмолені соснові скіпи. Щоб провітрювати виробки, сполучали стовбури між собою. Окрім того, використовували «тягу» теплого повітря від багаття, яке розкладали на підошві «вентиляційного» стовбуру. Це дозволяло всмоктувати повітря через суміжні виробки, що мали вихід на поверхню. Стовбури облаштовували накриттям та загородами для запобігання потраплянню опадів.
Серед найбільш відомих неолітичних копалень, які збереглися до нашого часу (досліджені науковцями, частково музеєфіковані), слід назвати розробки в Ґраймс-Ґрейвс у Великій Британії, Каса Монтеро (Іспанія), Красному Селі (Білорусь), Кшемьонках (Польща), Сп’єнні (Бельгія) та ін. На відміну від багатьох стародавніх рудників і соляних шахт, які повторно розроблялися в більш пізні часи (що призвело до знищення багатьох давніх виробок), копальні кременю зберегли свою первісну автентичність.
В Україні давні копальні з видобутку кременю виявлені в районах сіл Городка, Половлі, Новомлина (на Волині), поблизу селища Буківні (Івано-Франківська область), села Студениці (Вінницька область), міста Ізюма (Харківська область), села Широкого (на межі Харківської та Донецької областей). Розробки й майстерні з виготовлення кам’яних виробів доби неоліту-бронзи відомі також на значній території поблизу нинішнього Кропивницького.